# Rio Charles
O rio Charles é um rio do estado de Massachusetts, Estados Unidos, que corre na direção nordeste, nascendo em  Hopkinton e desaguando na abra denominada Boston Harbor, no golfo do Maine, oceano Atlântico. Tem um comprimento de 129 km e no seu último trecho faz a fronteira entre Boston (margem direita) e Cambridge (margem esquerda).
Cruza 58 cidades e a sua bacia, muito urbanizada, tem 798 km². O nível de contaminação das suas águas fê-lo objeto de especial atenção pelas  autoridades. Vários campi universitários estão nas suas margens: Universidade de Harvard, Universidade de Boston, Universidade Brandeis e Massachusetts Institute of Technology.

## História
Durante a época pré-colombiana, os ameríndios utilizavam o rio Charles para transporte e pesca. No século XVII, John Smith deu ao rio o seu nome atual, em homenagem a Carlos I da Inglaterra. Com a fundação e desenvolvimento de Boston, desviam-se as suas águas (canal de Mother Brook) para abastecer moinhos e obter energia para a indústria têxtil. No século XIX, as margens fluviais foram recuperadas, em cerca de 30 km, pelo paisagistas Charles Eliot e Arthur Shurcliff, alunos do famoso Frederick Law Olmsted. Desenharam vinte parques e áreas renaturalizadas.

## Galeria

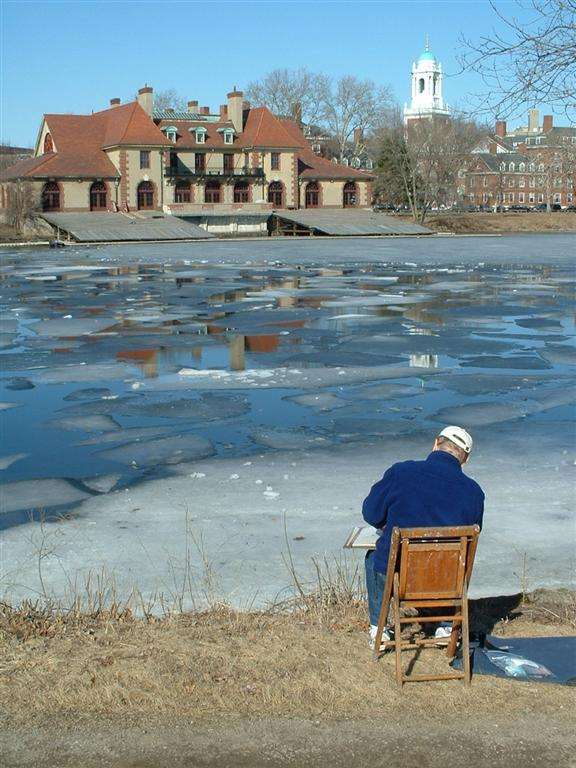
O rio Charles no campus da Universidade de Harvard em Cambridge.
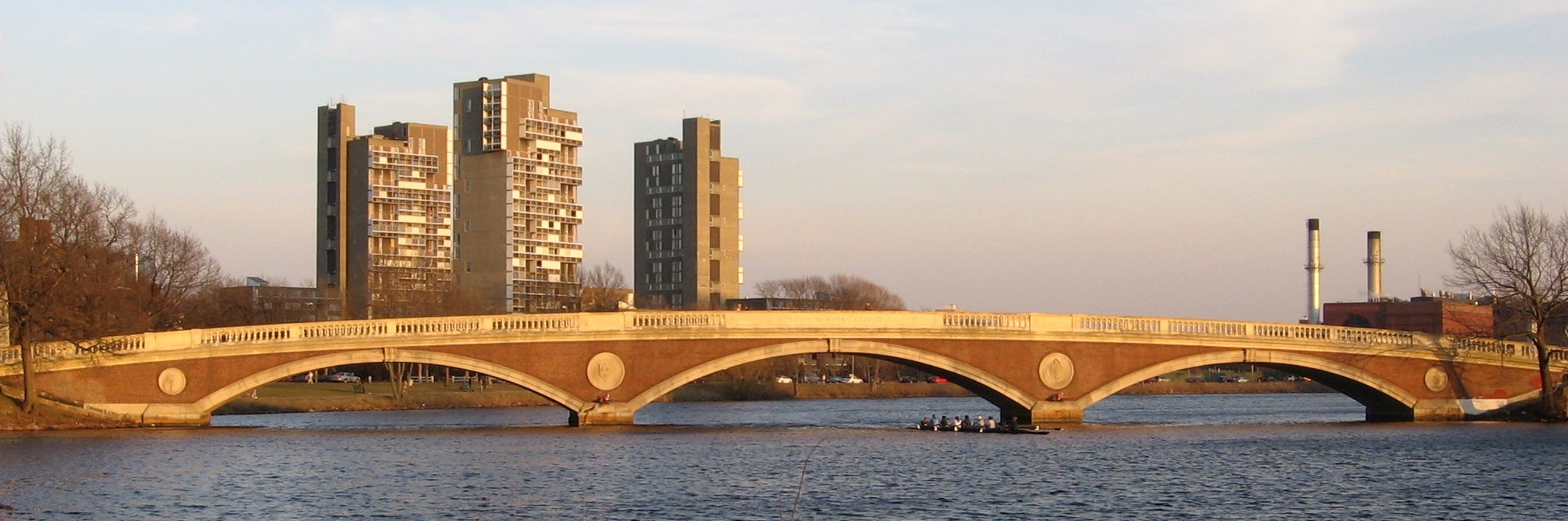
A ponte John W. Weeks
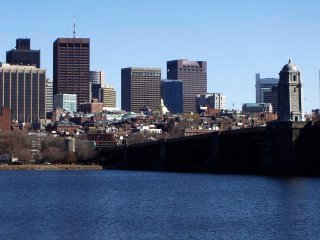
Vista do perfil de Boston
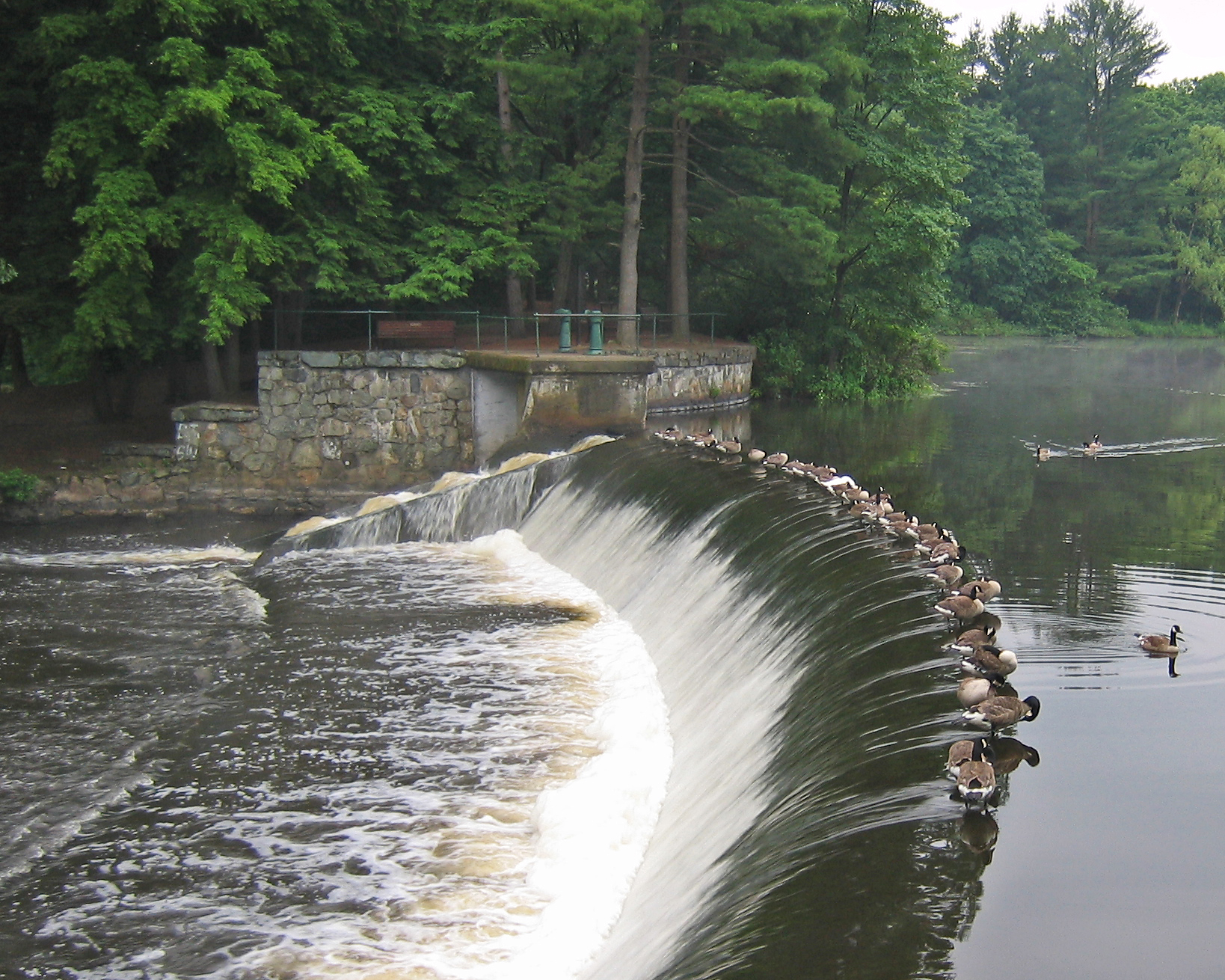
Comportas do rio Charles na sua parte de montante
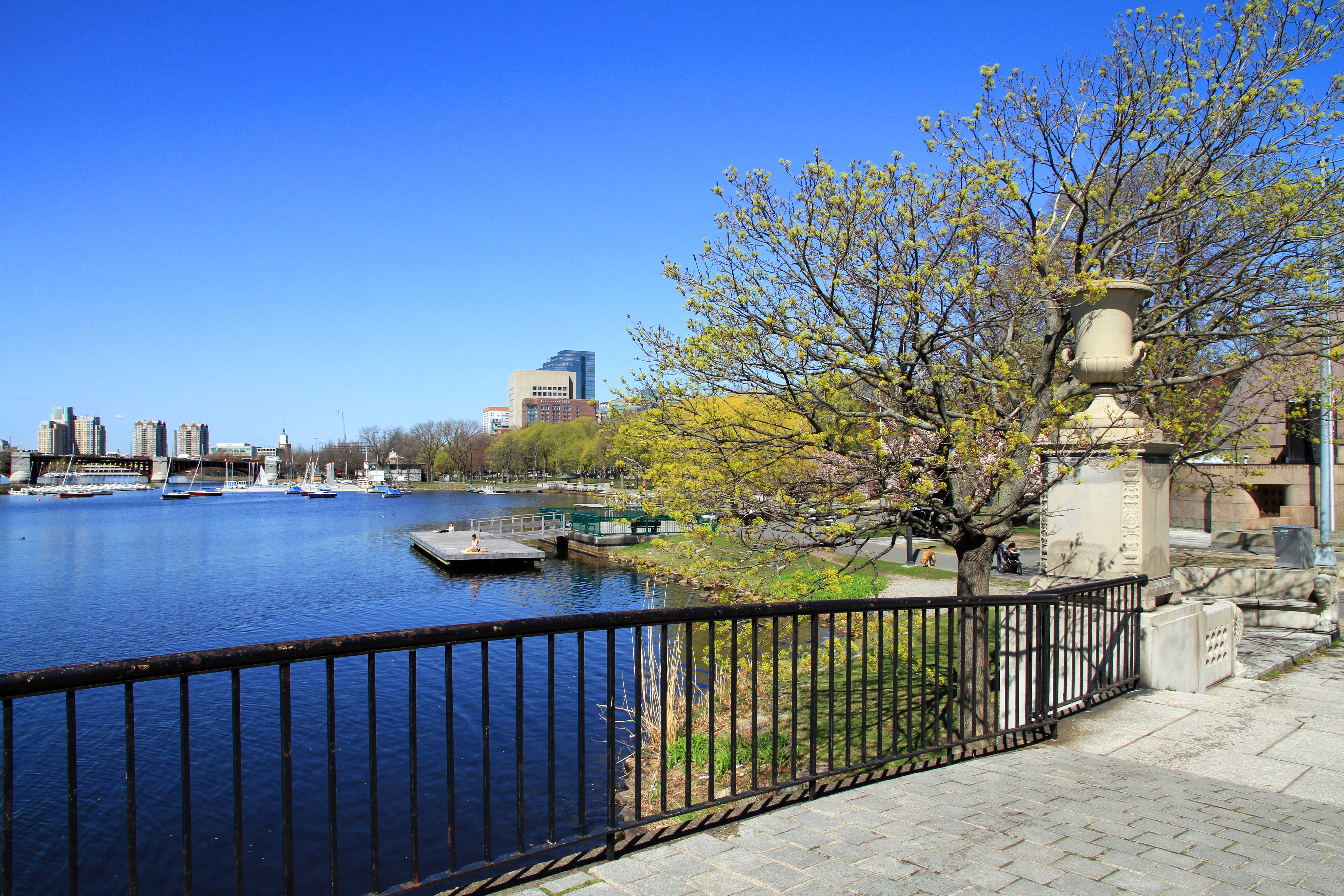
Esplanada do rio Charles
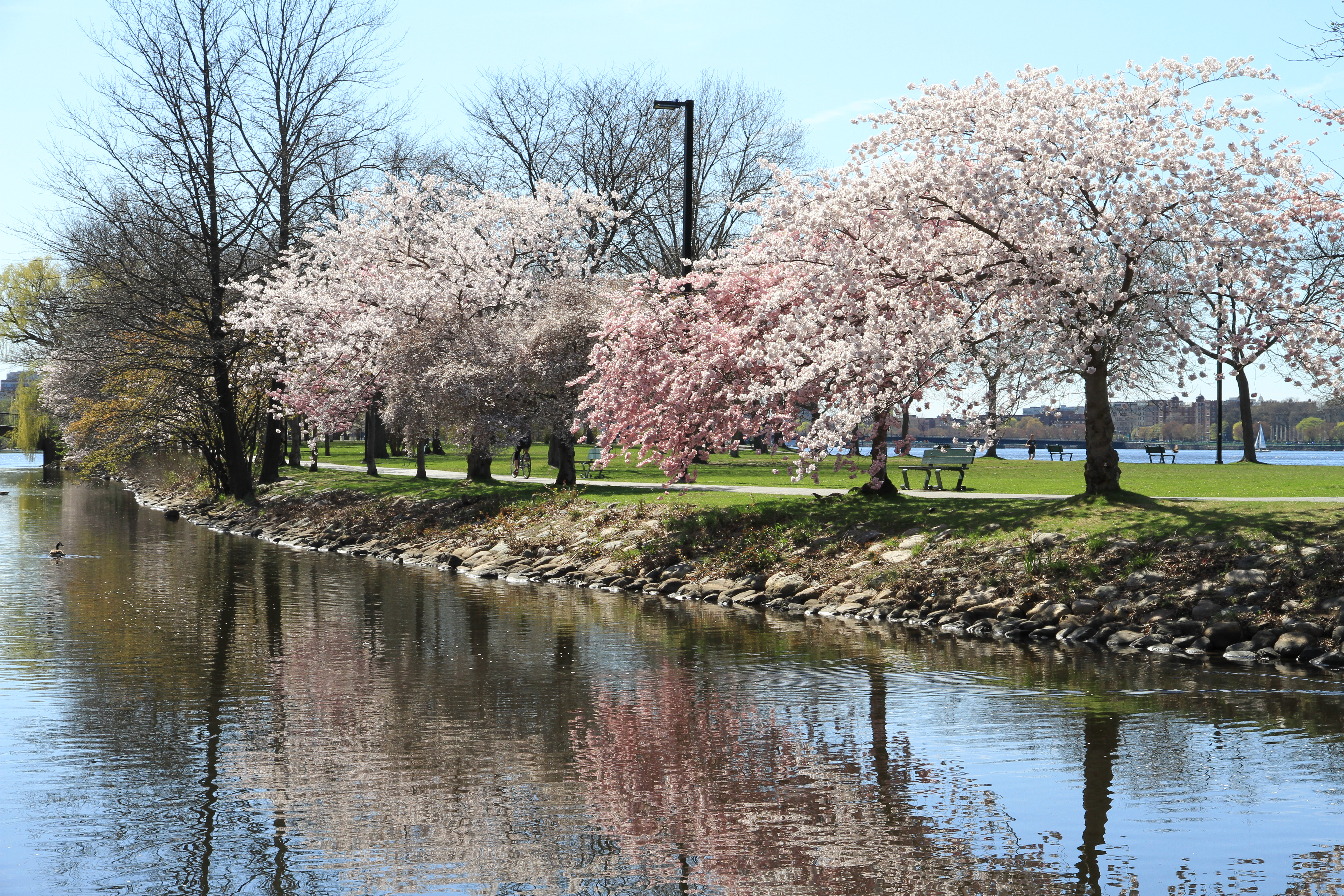
Esplanada do rio Charles